# アリストトリスト
アリストトリスト（ARISTRIST）はプロレスラーの蝶野正洋とマルティナ・蝶野・カールスによるブランド、デザインはマルティナが担当。プロレス界から発信する初のファッションブランドである。2000年にショップをオープン（2000年8月25日代々木上原）以降、2025年現在はオンラインショップと催事・イベント販売をメインに、オフィスを中央区新富に構えている。

## 概要
ブランドコンセプトは「ストリート・フォーマル・ファッション」「Futuristic」

## 沿革
- 1999年12月　アリストトリスト有限会社設立
- 2000年8月　代々木上原にブランドショップをオープン
- 2002年2月　恵比寿店移転オープン
- 2006年3月　下北沢店移転オープン
- 2009年3月　表参道店移転オープン
- 2018年3月　ARISTRIST LOUNGE GINZA 3として銀座店移転オープン
- 2023年8月　店舗型販売終了
- 2023年8月　アリストトリスト有限会社を中央区新富へ移転

## 主なラインナップ
- サングラス
- ジャンプスーツ
- ペンダント
- アパレル
- グッズ

## 店舗
- アリストトリストオンラインショップ（ https://www.aristrist.com/ ）

### 取引先
- 新日本プロレス
- 闘魂ショップ
- WWE JAPAN
- 株式会社丸井
- イオン

### コラボレーション
- A BATHING APE
- Number(N)ine
- ED Hardy
- ガールズアンドパンツァー
- キン肉マン